# Drew Snyder
Drew Snyder é um ator americano, casado com Betty Snyder e pai de Rollins Andrew Snyder.

## Filmografia

### Televisão
- 2000 7th Heaven como Jack Connelly
- 2000 NYPD Blue como Oscar Webb
- 2000 Judging Amy como Bill Cassidy
- 2000 Going Home como Sr. Carlson
- 1999 The Practice como Sr. Thompson
- 1999 Pensacola: Wings of Gold como General Dale Cassidy
- 1999 Touched by an Angel como Doug
- 1997 Spy Game como Frank Kolleeny
- 1997 Dark Skies como Gerald Ford
- 1996 Diagnosis Murder como Bosley
- 1994 Matlock como Arthur Phillips
- 1992 Life Goes On como Bill Swanson
- 1992 The Commish como Fred Phillips
- 1992 LA Law como Bernard Lavelle
- 1992 Jake and the Fatman como Peter Stewart
- 1990 Baywatch como Jack Burton
- 1986 Spenser: For Hire como Paul Martine
- 1986 Ryan's Hope como Harlan Ransome
- 1985 Dynasty como Hank Lowther
- 1984 E/R como Jim Leahy
- 1984 Hill Street Blues como Hitman
- 1982 Magnum P.I. como Jack Curry
- 1981 ChiPs como Joshua
- 1981 Lou Grant como Kirkwood
- 1979 The Incredible Hulk como Croft
- 1979 240-Robert como Dr. Stromm
- 1977 Kojak como Stuart Bayliss
- 1974 Love of Life como Daniel Phillips

### Cinema
- 2001 The Glass House como Sr. Morgan
- 2001 The Catch como Richard
- 2001 Determination of Death como Riley
- 2000 The Operator como Richard Blackburn
- 1999 Cruel Intentions como Dr. Hargrove
- 1998 Ground Control como David
- 1995 Separate Lives como Robert Porter
- 1993 Born Yesterday como Sen. Dorn
- 1992 Universal Soldier como Charles
- 1991 Late for Dinner como Albert
- 1991 Dance with Death como Hopper
- 1987 The Secret of My Succe$s como Burt Foster
- 1985 Commando como Lawson
- 1984 Firestarter como Orville Jamieson
- 1983 Space Raiders como Aldebarian
- 1983 WarGames como Ayers
- 1981 Night School como Vincent Millett